# Избори за председника Хрватске 1992.
Избори за председника Хрватске 1992. први су председнички избори организовани у независној Републици Хрватској. Грађани су по први пут 2. августа 1992. године тајним и непосредним гласањем изабрали председника Републике. Истог дана одржани су и парламентарни избори. За председника изабран је Фрањо Туђман из Хрватске демократске заједнице.
На изборима је гласало 2.677.764 (74,90%) од укупно 3.575.032 бирача. Неважећих листића било је 50.703 (1,89%).
| Бр. | Кандидат             | Странка                                 | Гласови   | %     |
| --- | -------------------- | --------------------------------------- | --------- | ----- |
| 1   | Дражен Будиша        | Хрватска социјално-либерална странка    | 585.535   | 21,87 |
| 2   | Иван Цесар           | Хрватска хришћанска демократска странка | 43.134    | 1,61  |
| 3   | Савка Дабчевић-Кучар | Хрватска народна странка                | 161.242   | 6,02  |
| 4   | Силвије Деген        | Социјалистичка странка Хрватске         | 108.979   | 4,07  |
| 5   | Доброслав Парага     | Хрватска странка права                  | 144.695   | 5,40  |
| 6   | Фрањо Туђман         | Хрватска демократска заједница          | 1.519.100 | 56,73 |
| 7   | Марко Веселица       | Хрватска демократска странка            | 45.593    | 1,70  |
| 8   | Антун Вујић          | Социјалдемократи Хрватске               | 18.783    | 0,70  |

У првом кругу Фрањо Туђман је освојио преко 50% гласова бирача те се није улазило у други круг.
| Први председнички избори‍ | Први председнички избори‍ | Први председнички избори‍ | Први председнички избори‍ | Први председнички избори‍ |
| ------------------------ | ------------------------ | ------------------------ | ------------------------ | ------------------------ |
|                          |                          |                          |                          |                          |
| Фрањо Туђман             | Фрањо Туђман             |                          | 0                        | 56,73%                   |
| Дражен Будиша            | Дражен Будиша            |                          | 0                        | 21,87%                   |
| Савка Дабчевић-Кучар     | Савка Дабчевић-Кучар     |                          | 0                        | 6,02%                    |
| Доброслав Парага         | Доброслав Парага         |                          | 0                        | 5,40%                    |
| Силвије Деген            | Силвије Деген            |                          | 0                        | 4,07%                    |
| Марко Веселица           | Марко Веселица           |                          | 0                        | 1,70%                    |
| Иван Цесар               | Иван Цесар               |                          | 0                        | 1,61%                    |
| Антун Вујић              | Антун Вујић              |                          | 0                        | 0,70%                    |